# Impact
Impact es una tipografía sans-serif diseñada por Geoffrey Lee en 1965. Se caracteriza por poseer unas formas muy comprimidas y gruesas, debido a que se diseñó, como el nombre sugiere, para «impactar» y mantener la atención del lector. Ésta es una tipografía diseñada principalmente para encabezados, y generalmente no se usa en el cuerpo del texto.